# Assassin – Every Body is a Weapon
Assassin – Every Body is a Weapon (Originaltitel: Assassin) ist ein US-amerikanischer Science-Fiction-Actionfilm des Regisseurs Jesse Atlas aus dem Jahr 2023. Es handelt sich um Atlas Regiedebüt sowie den letzten Spielfilm mit Bruce Willis.
In den Vereinigten Staaten war der Film ab dem 31. März 2023, im Vereinigten Königreich ab dem 3. April 2023 und in Deutschland ab dem 23. Juni 2023 als Video-on-Demand verfügbar.

## Handlung
Alexa ist eine ehemalige Elitesoldatin, deren Ehemann Sebastian, der ebenso für die Streitkräfte tätig ist, seit seinem letzten Einsatz im Koma liegt. Für sie ist es nicht nachvollziehbar, wie Sebastian dies zustoßen konnte, wurde er eigener Aussage zufolge doch als Drohnenpilot eingesetzt. Die Geheimagenten Valmora und Olivia, für die Alexa im Laufe ihrer Karriere eine Spionagemission durchgeführt hat, treten an Alexa heran, um sie für ein neuartiges Drohnenprogramm zu rekrutieren. Sie können ihr Interesse wecken, da sie ihr die Wahrheit offenbaren, die zu Sebastians Zustand geführt haben.
Tatsächlich hat Sebastian Drohnen gesteuert, allerdings handelte es sich hierbei um menschliche Drohnen. Den Wissenschaftlern des Militärs ist es gelungen, einen wurmartigen Roboter zu entwickeln, der einem Opfer durch eine Injektion verabreicht werden kann. Dieser implantiert einen Mikrochip in das Gehirn seines Wirts und ermöglicht es, fortan seine Aktionen fernzusteuern. Auf diese Weise führt das Militär verdeckte Operationen und Attentate durch Zivilisten aus, ohne das Leben ihrer eigenen Soldaten zu gefährden.
Mit der Aussicht, Sebastian aus dem Koma zurückgewinnen zu können, zumindest aber an dem Verursacher des Komas Rache nehmen zu können und die Technologie zurück in die Hände der Regierung zu holen, willigt Alexa zur Teilnahme an dem Programm ein. Ihre Zielperson ist Adrian, ein Krimineller, der die Drohnentechnologie von Sebastian gestohlen hat. In einem Safehouse wird ihr ein Ganzkörperanzug ausgehändigt, den sie tragen muss, um die Verbindung zu der zu übernehmenden Person aufnehmen zu können. Zudem wird ihre Körpertemperatur mit Eis herabgesenkt, um sie in einer Badewanne liegend in eine trance-ähnliche Nahtod-Situation zu versetzen. Sie erfährt, dass sie die Steuerung eines fremden Körpers durch den Satz „das ist nicht mein Körper“ aufgeben und mit ihrem Bewusstsein in ihren eigenen Körper zurückkehren kann.
Um an Adrian heranzukommen, übernimmt Alexa die Steuerung von Mali, einer Künstlerin, die in einer geschäftlichen Beziehung zu Adrian steht. Nachdem Alexas erster Attentatsversuch an Adrian fehlschlägt und sie sich unverrichteter Dinge zurückziehen muss, beginnt Adrian bei den nächsten Aufeinandertreffen der Künstlerin Mali Avancen zu machen. Er spürt, dass Malis Körper von Alexa gesteuert wird, auch Alexa beginnt Gefühle für Adrian zu verspüren. Schließlich gibt er sich Alexa zu erkennen und deckt auf, dass er Sebastian sei, der Adrians Körper übernommen habe, um einer Enttarnung zuvorzukommen. Er legt Alexa nahe, die Steuerung von Mali nicht aufzugeben und an seiner Seite im Körper von Adrian ein neues Leben anzufangen.

## Produktion
Am 29. April 2021 wurde bekannt gegeben, dass Bruce Willis neben Nomzamo Mbatha und Dominic Purcell in den Hauptrollen zu sehen sein werden.
Der Film wurde ab dem 15. Juni 2021 in Bessemer und Birmingham in Alabama gedreht. Arbeitstitel des Films lauteten Soul Assassin sowie Die Like Lovers, benannt nach dem Kurzfilm Let Them Die Like Lovers der beiden Drehbuchautoren Jesse Atlas und Aaron Wolfe.
Im Rahmen der verdeckten Operation tauchen Militärangehörige auf Adrians Grundstück in einem Lieferwagen auf, der mit dem Schriftzug „Atlas Wolfe Kosher Food Truck“ in Anlehnung an die Nachnamen der beiden Drehbuchautoren versehen ist.

## Synchronisation
Die deutschsprachige Synchronisation entstand durch Digital Media Technologie in Hamburg nach einem Dialogbuch von Kalpna Joshi, während die Dialogregie von Frauke Thielecke geführt wurde.
| Darsteller           | Sprecher          | Rolle             |
| -------------------- | ----------------- | ----------------- |
| Bruce Willis         | Manfred Lehmann   | Valmora           |
| Dominic Purcell      | Matti Klemm       | Adrian            |
| Andy Allo            | Anne Düe          | Mali              |
| Chris Mullinax       | Detlef Tams       | Adrians Bodyguard |
| Nomzamo Mbatha       | Samina König      | Alexa             |
| Vanessa Vander Pluym | Lynne Glaner      | Jayne             |
| Barry Jay Minoff     | Rasmus Borowski   | Marko             |
| Christian Rodrigo    | Andreas Dyszewski | Mr. Bubblegum     |
| Fernanda Andrade     | Eva Michaelis     | Olivia            |
| Mustafa Shakir       | Vincent Fallow    | Sebastian         |
| Davy J. Marr         | Patrick Steinmann | Sohn              |
| Hannah Quinlivan     | Serafine Garbe    | Special Agent     |

## Rezeption
Oliver Armknecht von film-rezensionen.de vertritt die Meinung, „nahezu alle Spätwerke“ mit Bruce Willis seien „billig zusammengeschusterte Actionthriller, die hastig runtergedreht wurden“, so dass sie „vor dem eigenen Auge verschwimmen“ und „kaum voneinander [zu] unterscheiden“ seien. Assassin – Every Body is a Weapon jedoch müsse „zugute[ge]halten“ werden, dass er „markanter“ ausfalle. Besonders die zugrundeliegende Idee lobt Armknecht, denn „der Clou der Geschichte ist, dass die Menschen hier dank technologischen Fortschritts in der Lage sind, die Kontrolle über andere zu übernehmen und so besonders perfide Morde ausüben können“. Dies bilde ein „interessantes Sci-Fi-Szenario“, das „eine Reihe von Fragen [sowohl] technologischer [als auch] moralischer Natur“ mit sich bringe, doch werde „wenig draus gemacht“, obwohl „Überlegungen zur Identität“ recht „naheliegend gewesen wären“, der Film über „Anzeichen von Entfremdung“ jedoch nicht hinaus gehe und damit nicht „übermäßig tiefgründig“ werde. Armknecht räumt ein, „zum Ende hin wird es ein wenig kniffliger“, da der Film „noch eine Wendung vorweisen kann“, doch „das Potenzial, welches das Szenario mitbringt, wird nicht einmal ansatzweise genutzt“. Dies sei „schade, weil aus dem Stoff eine Menge hätte gemacht werden können“, doch so fehle nicht nur „spannende Action“, sondern insgesamt „geschieht hier erstaunlich weg“. Neben Willis, „der nur laut Marketing der Hauptdarsteller ist“, ist „Hauptdarstellerin Nomzamo Mbatha mit größerem Einsatz dabei“. Es bleibe „der einzige Trost“, dass „der offiziell letzte Film von Bruce Willis zumindest marginal besser“ sei, als die Produktionen, an denen er zuletzt beteiligt war.
„Aus dem an sich spannenden Thema um Identität, Manipulation und Kontrolle macht der Film recht wenig und erschöpft sich in einem lauwarmen Spiel aus Körpertausch und mäßig inszenierter Killer-Action“, resümierte die Redaktion des Filmdienst. Sie vergab einen von fünf möglichen Punkten.
Christoph Hartung attestierte dem Film eine „gute Ausgangsidee“, sah jedoch ein „trauriges Gewürge“. „Die Story hat Potenzial für einen 100-Millionen-Dollar-Kracher“, kann jedoch auch durch „salbungsvolle, philosophisch gefärbte Sentenzen“ nicht darüber hinwegtäuschen, dass ein „Billigheimer aus dem ursprünglich interessant klingenden Stoff gemacht“ wurde. Willis „guckt traurig“ und wirkt „melancholisch“, passend zu dem „C-Filmkosmos“, in dem „er nach seiner glänzenden Filmkarriere gelandet ist“. Hartung vergab einen von acht möglichen Punkten.